# Медресе Даниял-бия
Медресе Даниял-бия (узб. Doniyolbiy madrasasi) — медресе (корихона) в Каганском районе (Бухарская область, Узбекистан), воздвигнутое в 1775 году на средства и по приказу узбекского правителя Даниял-бия (1758—1785). Является одним из трёх сооружений возведённых Даниял-бием в комплексе Бахауддина Накшбанда. Это также одно из двух медресе этого комплекса. Одноэтажное медресе имеет до 10 худжр, расположенных по периметру восьмигранного двора.
В 1993 году, к 675-летнему юбилею Бахауддина Накшбанда, здесь был открыт музей «Тарикат Накшбандия», филиал Бухарского государственного музея.
Архитектурный памятник входит в «Национальный перечень объектов недвижимости материального культурного наследия Узбекистана». По ныне продолжает функционировать в качестве музея.

### Экспонаты музея
- Халат бухарского суфия с Кораническими изречениями. XIX век
- Фрагмент дахмы из мавзолея Шейха Сайфиддина Бохарзи. XIII век
- Фрагмент дахмы из мавзолея Шейха Сайфиддина Бохарзи. XIII век
- Фрагмент дахмы из мавзолея Шейха Сайфиддина Бохарзи. XIII век